# Sonderstab F
Sonderstab F fu il nome in codice di una missione militare tedesca in Iraq, avviata il 20 maggio e terminata il 20 giugno 1941, durante la seconda guerra mondiale.

## Storia
Il 23 maggio 1941, Adolf Hitler, tramite la direttiva Weisung Nr. 30, fornì le indicazioni per l'intervento tedesco a sostegno dei nazionalisti arabi che si ribellarono al governo britannico. La missione comprese un reggimento Brandenburg, la Luftwaffe e alcuni funzionari del ministero degli Affari esteri; prima del 23 maggio il contingente della missione ricevette degli altri ordini e al momento dell'emissione del Weisung Nr. 30 si trovò già in Iraq. La guerra anglo-irachena iniziò il 2 maggio. Secondo il primo ministro britannico Winston Churchill, le «vigorose istruzioni» fornite da Hitler furono «in ritardo» e preparate in un momento in cui «ogni possibilità di un utile intervento dell'Asse era passata».

## L'operazione
Al comando della Sonderstab F ci fu il generale Hellmuth Felmy che, tuttavia, non aveva alcun controllo sulla componente aerea del Sonderstab F; egli rimase infatti in Grecia e fu il suo sottoposto, il maggiore Axel von Blomberg, a raggiungere l'Iraq come comandante del gruppo di ricognizione fino alla sua prematura scomparsa. Se fosse vissuto, von Blomberg avrebbe dovuto integrare la Fliegerführer Irak con le forze armate irachene nelle operazioni contro gli inglesi. Inoltre, insieme agli altri membri del reggimento Brandeburg avrebbero dovuto formare una brigata araba a guida tedesca con lo scopo di accogliere le migliaia di volontari arabi provenienti dall'Iraq, dalla Siria, dalla Palestina, dall'Arabia Saudita e da tutto il mondo arabo circostante. Dopo la sua morte e dopo che la missione si rivelò un fallimento, il gruppo di ufficiali dell'Abwehr valutò la distruzione di tutti gli impianti petroliferi in Iraq, cosa che si rivelò impossibile per i pochi uomini del Brandeburg a disposizione.
Fritz Grobba rappresentò il Ministero degli Esteri tedesco per il Sonderstab F e quindi oltre ai suoi doveri diplomatici fu responsabile della direzione della propaganda della missione.
In conformità con la direttiva Weisung Nr. 30, la struttura di comando della Luftwaffe nel Sonderstab F fu indipendente dal resto della missione. Il colonnello della Luftwaffe Werner Junck comandò il Fliegerführer Irak riferendosi direttamente al generale Hans Jeschonnek. Il Fliegerführer Irak arrivò a destinazione il 13 maggio, combattendo contro gli inglesi in condizioni sempre più difficili e, alla fine del mese, fu costretto ad abbandonare l'Iraq.